# 4368 Pillmore
A 4368 Pillmore (ideiglenes jelöléssel 1981 JC2) a Naprendszer kisbolygóövében található aszteroida. Carolyn Shoemaker fedezte fel 1981. május 5-én.